# راچوتسی
راچوتسی (به بلغاری: Rachevtsi) یک منطقهٔ مسکونی در بلغارستان است که در شهرستان گابروو واقع شده‌است.